# اوسسه
اوسسه (به لهستانی:  Ossy) یک روستا در لهستان است که در گمینا اوژاروویتسه واقع شده‌است. اوسسه ۵۰۰ نفر جمعیت دارد.